# John Joe O'Reilly
Pour les articles homonymes, voir O'Reilly.
John Joe O'Reilly, né en 1918 à Killeshandra dans le comté de Cavan et décédé le 21 novembre 1952, est un joueur de football gaélique. Il a joué pour le club de Cornafean et  l’équipe du comté de Cavan avec lequel il a gagné un All-Ireland.

## Biographie
John Joseph O'Reilly est né à Derries, dans le village de Killeshandra, dans le comté de Cavan. Après ses premiers succès avec St Patrick’s College puis son club Cornafean, il devient le capitaine de l’équipe du comté, Cavan GAA avec laquelle il gagne le Championnat d'Irlande de football gaélique (All-Ireland) en 1947 dans un match exceptionnellement joué à New York aux Polo Grounds et en 1948. Il a aussi participé à trois finales perdues.
Il a gagné 11 titres de champions d’Ulster, Cavan gagnant tous les titres consécutivement entre 1937 et 1949 à l’exception de deux. Il a aussi remporté une ligue nationale de football gaélique et quatre Railway Cup avec l’équipe de l’Ulster en 1942, 1943, 1947 et 1950.
Il est issu d’une famille très sportive puisque son père a été gardien de but de Cavan et que son frère Tom O'Reilly a été son compère lors des victoires de 1947 dans le All-Ireland et celles de 1943 et 1944 dans la Railway Cup.
John Joe O'Reilly, commandant dans l’armée irlandaise, est mort subitement à l’hôpital militaire du Curragh le 21 novembre 1952.
En 2000, il a été élu dans l’équipe du Millénaire de l’Association athlétique gaélique au poste de milieu de terrain défensif.
Son portrait apparait sur un timbre édité par l’État d’Irlande.